# USS Intrepid (CV-11)
«Інтрепід» (англ. USS Intrepid (CV-11)) — важкий ударний авіаносець США періоду Другої світової війни типу «Ессекс». Це був четвертий корабель з такою назвою у флоті США.

## Історія створення

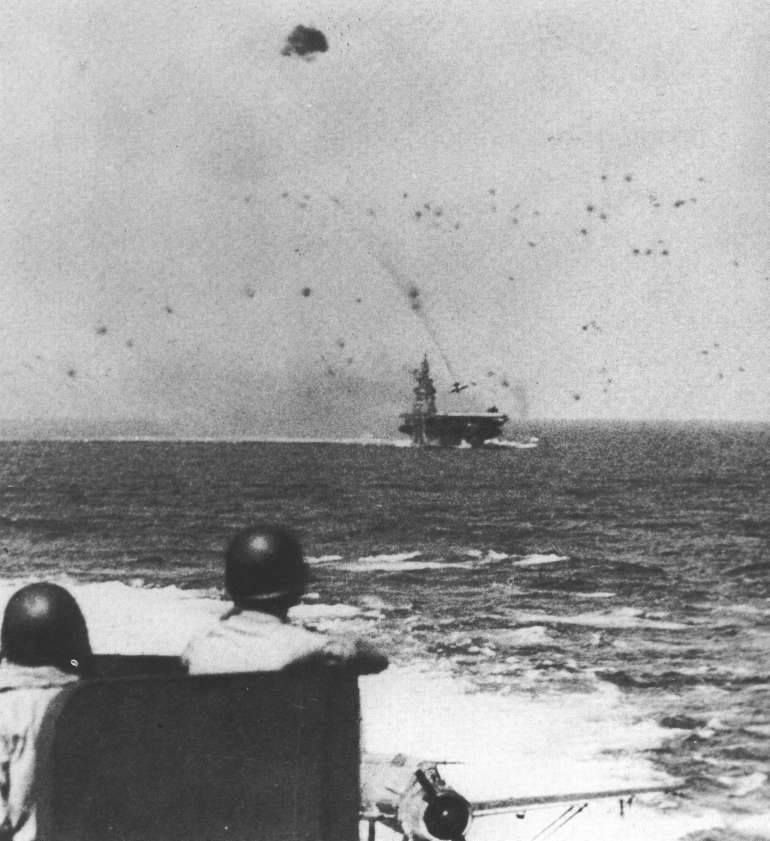
Екіпаж лінкора «Нью-Джерсі» спостерігає за атакою камікадзе на «Інтрепід»

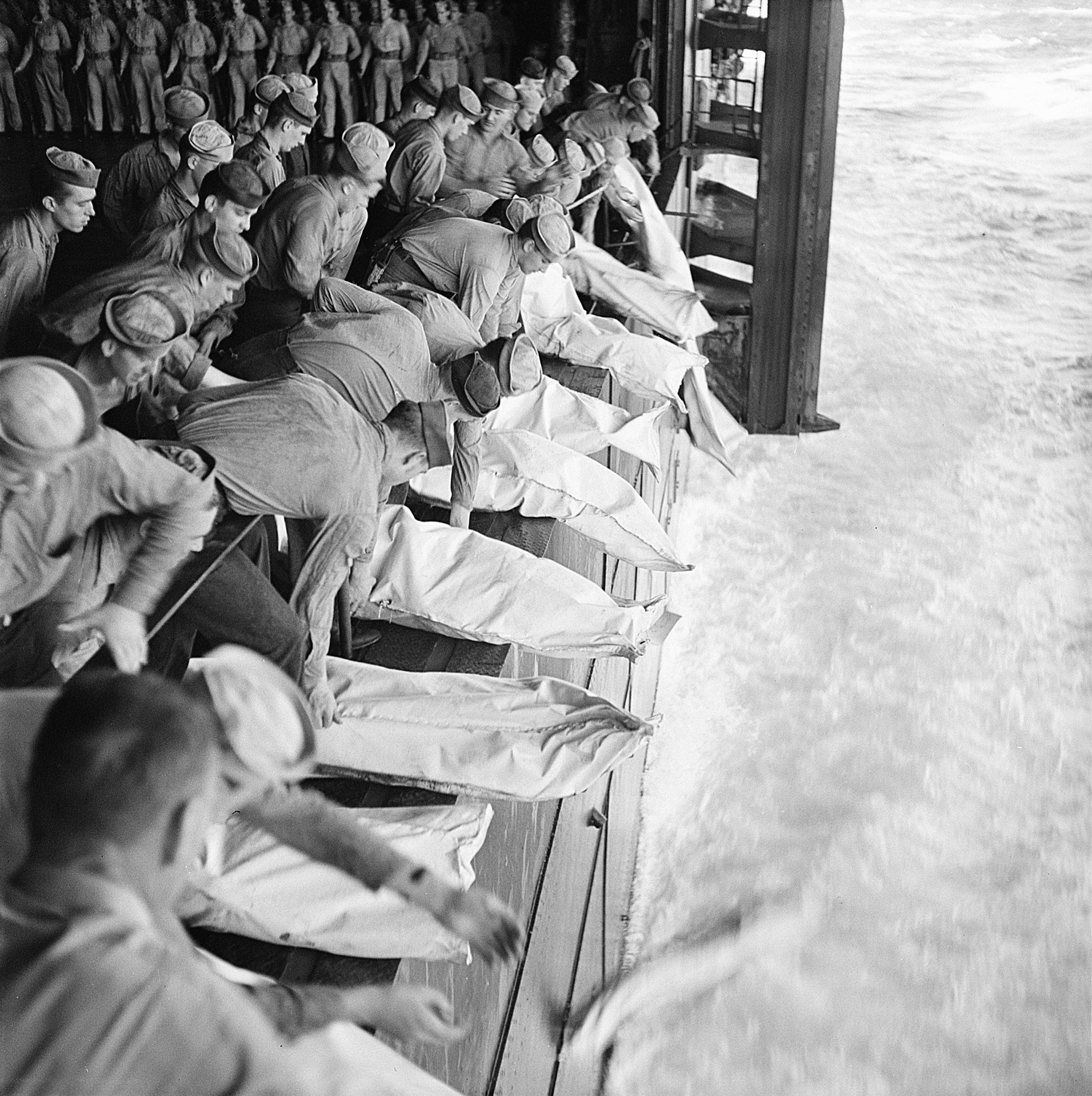
Поховання в морі жертв бомбової атаки, 26 листопада 1944 року

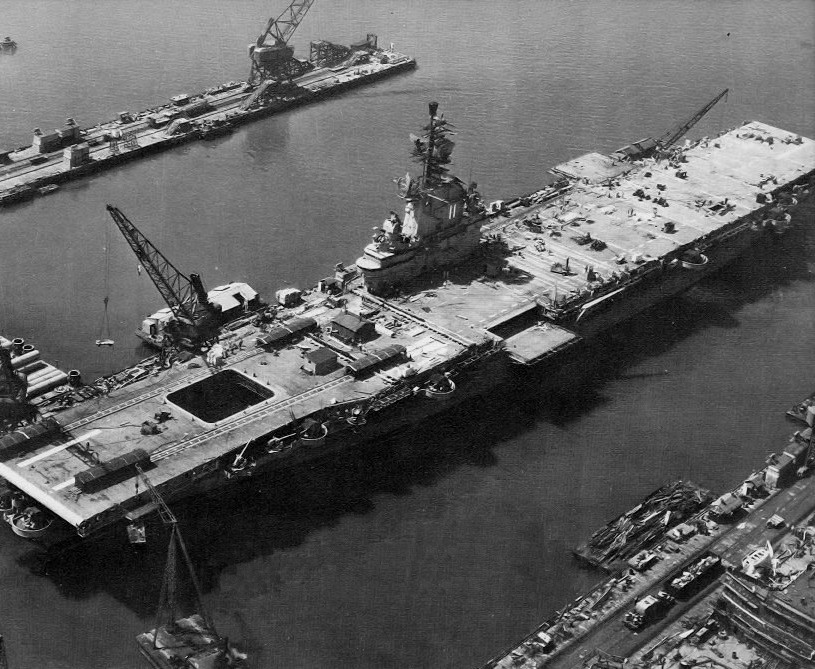
«Інтрепід» під час модернізації за програмою SCB-27C

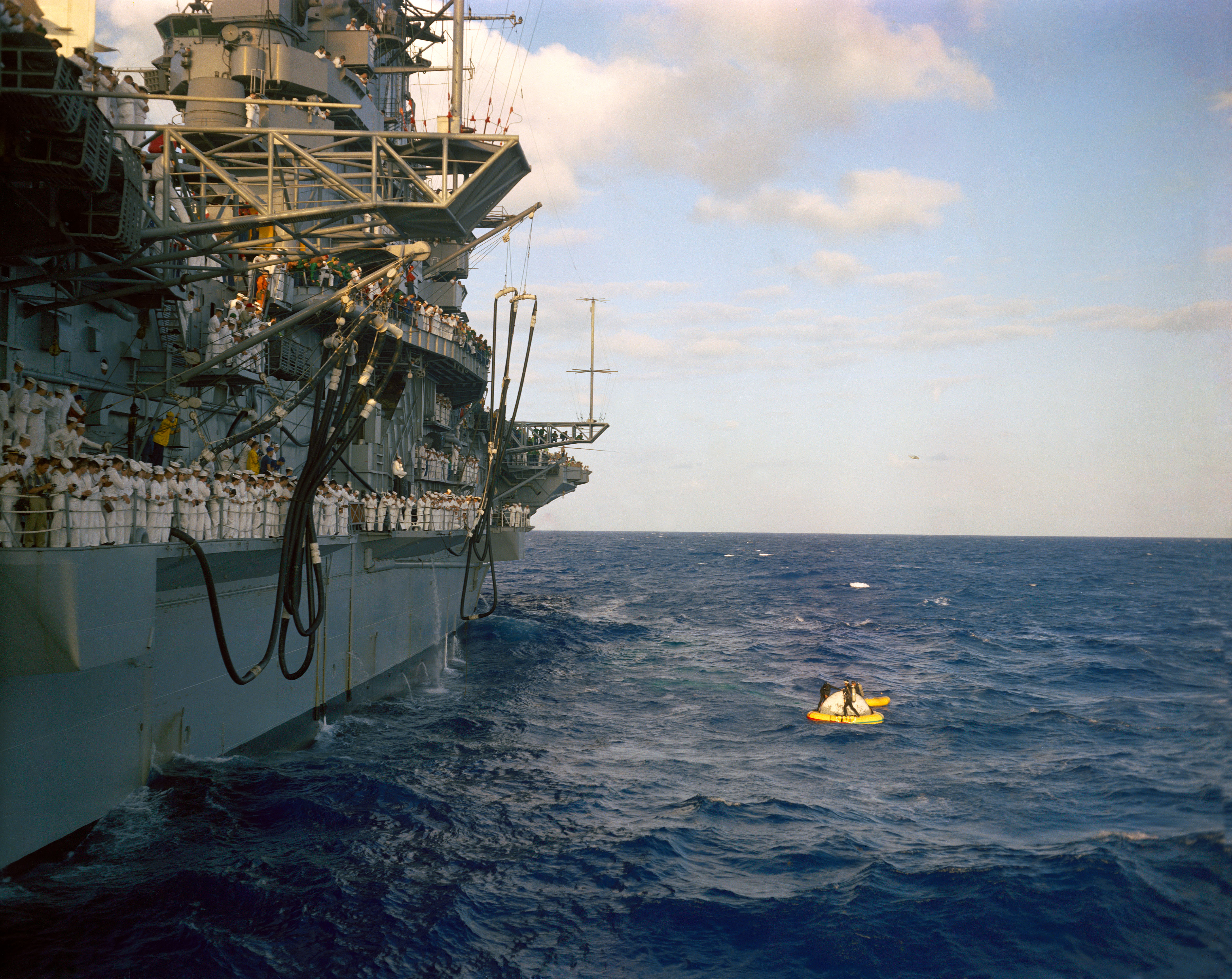
Евакуація екіпажу космічного корабля «Джеміні-3», 23 березня 1965 року

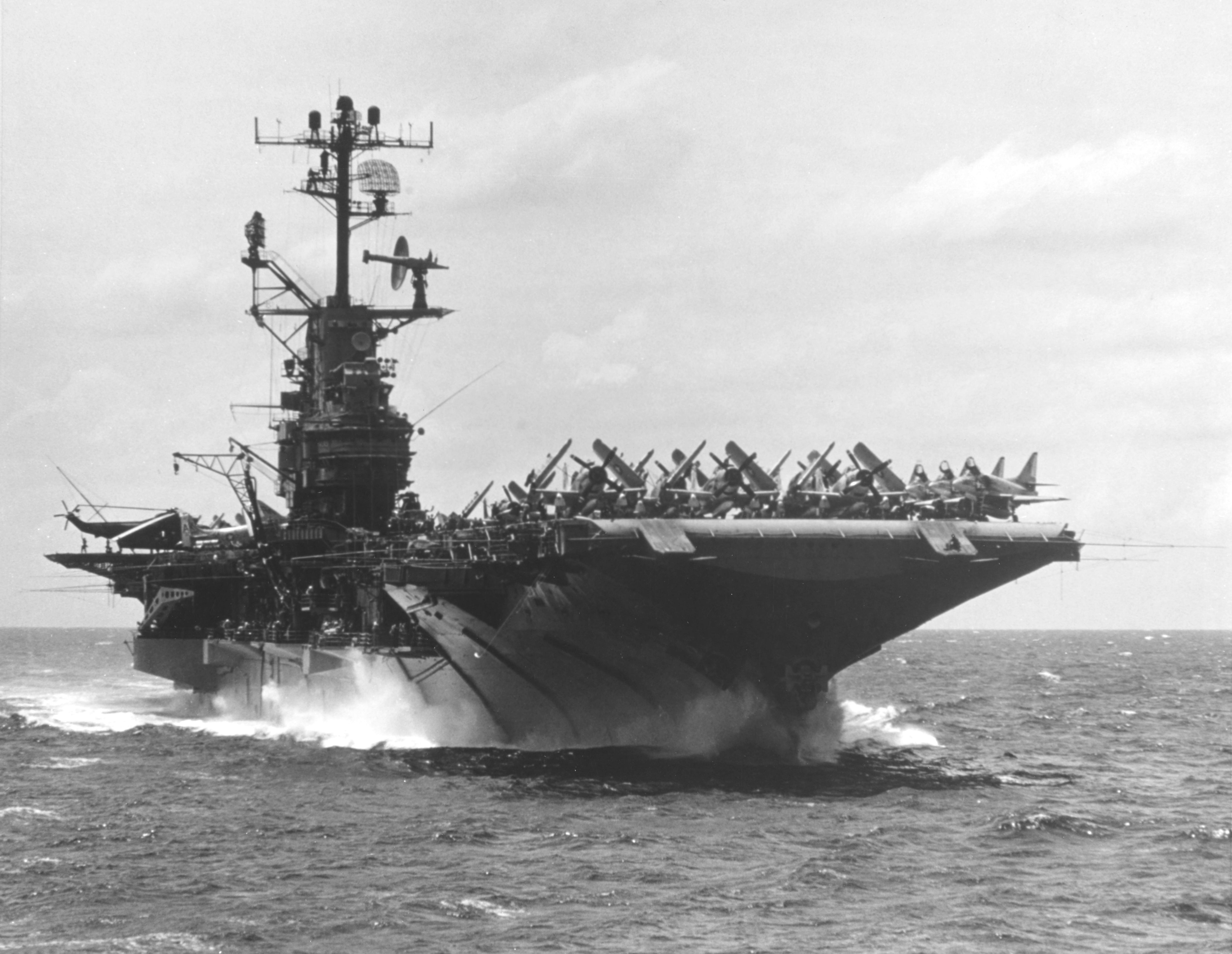
«Інтрепід» під час походу до берегів В'єтнаму, 1966 рік

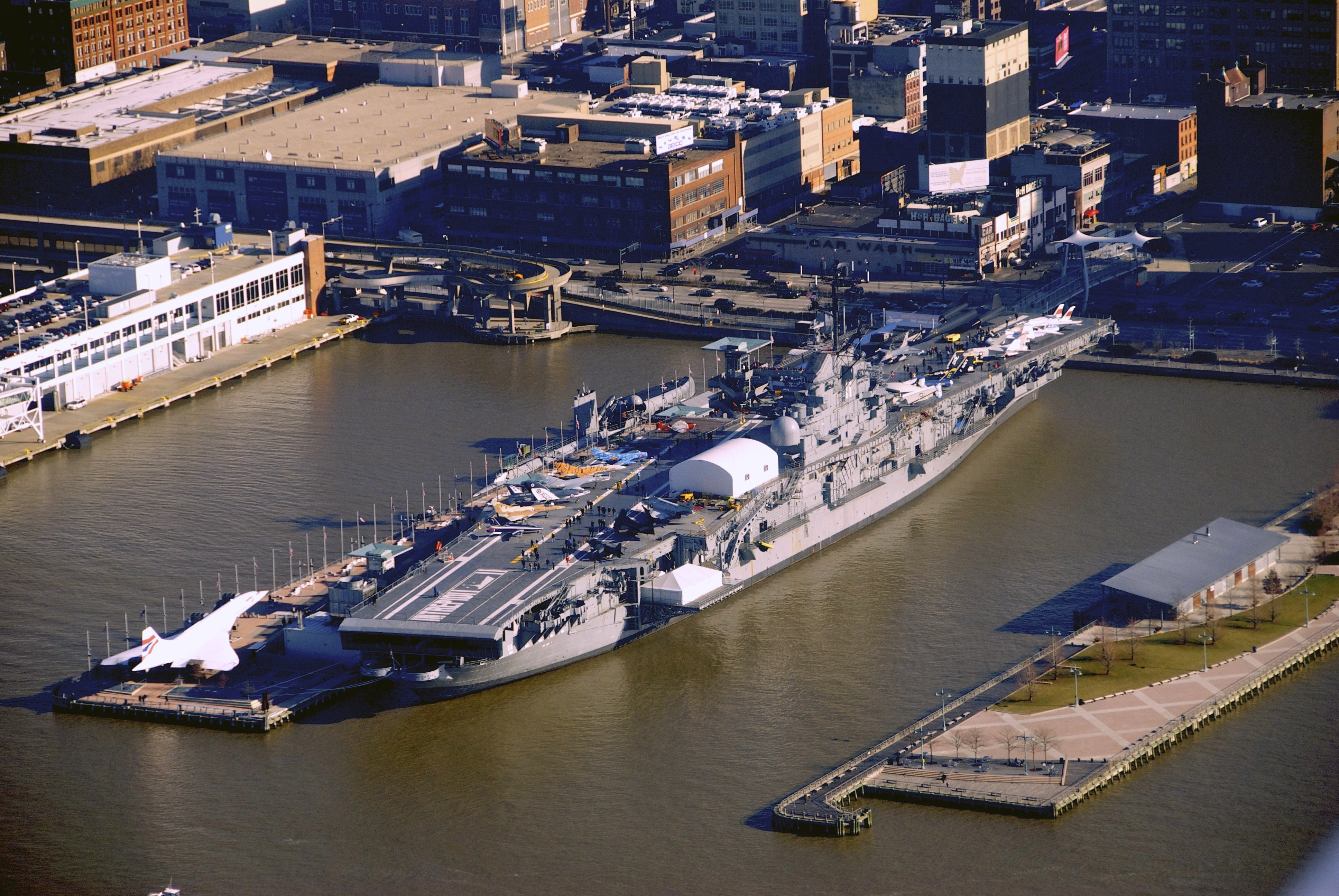
«Інтрепід» біля 86 пірсу

Авіаносець «Інтрепід», п'ятий корабель у серії, був закладений 1 грудня 1941 року на верфі Newport News Shipbuilding у місті Ньюпорт-Ньюс, штат Вірджинія. 
Спущений на воду 26 квітня 1943 року, вступив у стрій 16 серпня 1943 року.

## Історія служби

### Друга світова війна
Після вступу у стрій корабель здійснив навчальне плавання у Карибському морі, після чого вирушив на Тихий океан.
З 10 січня 1944 року «Інтрепід» брав участь у бойових діях з авіагрупою CVG-6 на борту. Завдавав ударів по японських базах та забезпечував висадку десанту на Маршаллові Острови (29.01-17.02.1944). 17 лютого 1944 року авіаносець був пошкоджений внаслідок влучання торпеди, скинутої з японського торпедоносця B5N. Внаслідок вибуху, який стався з правого борту в районі корми, загинуло 11 чоловік, 17 було поранено, було заклинено стерновий привід. Швидкість впала до 20 вузлів. Авіаносець вирушив до США на ремонт.
16 серпня 1944 року «Інтрепід» повернувся до складу флоту з авіагрпупою CVG-18. Авіаносець забезпечував висадку десанту на Західні Каролінські острови (28.08- 24.09.1944), завдавав ударів по японських аеродромах на островах Лусон, Рюкю та Формоза (10-19.10.1944), забезпечував висадку десанту та брав участь в битві в затоці Лейте (20.10-25.11.1944). 25 жовтня 1944 року літаки з  «Інтрепід» взяли участь у потопленні японського авіаносця «Дзуйкаку».
29 жовтня 1944 року авіаносець був легко пошкоджений влучанням камікадзе (10 убитих, 6 поранених). 25 листопада 1944 року «Інтрепід» знову був пошкоджений внаслідок влучання 2 літаків-камікадзе - цього разу значно серйозніше. Перший літак влучив у політну палубу в середній частині, викликавши пожежу на галерейній палубі. Другий літак влучив у корму авіаносця, і його бомба вибухнула на ангарній палубі, викликавши сильну пожежу, яка тривала 2 години. Загинуло 69 чоловік, 35 було поранено. Корабель вирушив до США на ремонт.
Після завершення ремонту авіаносець знову брав участь у бойових діях з авіагрупою  CVG-10 на борту. «Інтрепід» завдавав ударів по Токіо та військово-морській базі в Куре (14—19.03.1945). 18 березня 1945 року корабель був сильно пошкоджений близьким вибухом камікадзе. На ангарній палубі виникла пожежа, втрати екіпажу склали 2 вбитих та 43 поранених.
Далі «Інтрепід» брав участь у нальотах на аеродроми на островах Окінава, Рюкю та Кюсю (23-31.03.1945), десантній операції на Окінаві (01-16.04.1945) та потопленні лінкора «Ямато» (07.04.1945). 16 квітня 1945 року  «Інтрепід» знову був пошкоджений влучанням камікадзе, який вибухнув на ангарній палубі біля кормового ліфта, утворивши пробоїну на верхній палубі розміром 5х7 м. Ще один камікадзе вибухнув біля борту. Внаслідок вибухів та пожеж 10 чоловік загинуло та 87 було поранено. Авіаносець вирушив у США для ремонту.
В кінці липня 1945 року авіаносець знову вирушив на ТВД з авіагрупою CVG-10 на борту. 6 серпня 1945 року завдав удару по острову Вейк.
«Інтрепід» був серед кораблів, які 2 вересня 1945 року приймали капітуляцію Японії у Токійській затоці. Всього за час війни літаки з авіаносця збили 298 японських літаків.
22 березня 1947 року авіаносець був виведений в резерв.

### Післявоєнна служба
Авіаносець «Інтрепід» з квітня 1952 року по червень 1954 року пройшов модернізацію за програмою SCB-27, після чого 18 червня 1954 року знову вступив у стрій та був включений до складу атлантичного флоту США. Був перекласифікований в CVA-11 (01.10.1952) та CVS-11 (31.03.1962).
12 березня 1956 першим з американських авіаносців отримав на озброєння ракети класу «повітря-повітря» AIM-7 Sparrow для винищувачів F7U-3M «Катлес», після чого вирушив з Норфолка у Середземне море.
Після повернення у США був модернізований за програмою SCB-125, внаслідок якої отримав кутову політну палубу. Корабель знову введений у стрій у квітні 1957 року.
Ніс службу у складі 2-го флоту США. 1 червня 1961 року разом з «Шангрі-Ла» та «Рендольфом» був відправлений до берегів Домініканської республіки з метою можливого вторгнення після вбивства Рафаеля Трухільйо.
Під час Карибської кризи брав участь у блокаді Куби.
24 травня 1962 року забезпечував посадку космічного корабля «Меркурій-Атлас-7». У 1965 році він взяв участь у космічній програмі «Джеміні», забезпечуючи евакуацію астронавтів та спускних апаратів космічних кораблів.
У 1965 авіаносець пройшов модернізацію за програмою FRAM (англ. Fleet Rehabilitation and Modernization), після чого брав участь у війні у В'єтнамі, здійснив 3 походи на ТВД
(04.04.1966—21.11.1966, 11.05.1967—30.12.1967 та 04.06.1968—08.02.1969).
15 березня 1974 року «Інтрепід» був виведений з бойового складу флоту. Спочатку планувалось утилізувати авіаносець, але за ініціативи підприємця Захарії Фішера (англ. Zachary Fisher) він був перетворений на музей у Нью-Йорку, який був відкритий у серпні 1982 року.
В червні 2012 року на плавучий музей, обладнаний на авіаносці, встановили шаттл «Ентерпрайз».

## Цікаві факти
На авіаносці «Інтрепід» перед відправленням у В'єтнам служив майбутній політик Джон Маккейн.